# Frits Kuipers
Pour les articles homonymes, voir Kuipers.
Frits Kuipers (né le 11 juillet 1899 à Elst (Gueldre) et mort le 10 octobre 1943 à Heemstede) est un footballeur international néerlandais. Il participe aux Jeux olympiques d'été de 1920, remportant la médaille de bronze avec les Pays-Bas.

## Biographie
Dick MacNeill reçoit cinq sélections en équipe des Pays-Bas entre 1920 et 1923, sans inscrire de but.
Il participe aux Jeux olympiques d'été de 1920 organisés en Belgique. Lors du tournoi olympique, il joue quatre matchs, contre le Luxembourg, la Suède, la Belgique, et l'Espagne.
Le 2 avril 1923, il est capitaine de la sélection néerlandaise lors d'un match amical contre la France. Les Néerlandais s'imposent sur le large score de 8-1 à Amsterdam.

## Palmarès

### Jeux olympiques
- Jeux olympiques de 1920 :
  -  Médaille de bronze.